# Matthew Ridgway
Pour les articles homonymes, voir Ridgway.
Matthew Bunker Ridgway, né le 3 mars 1895 à Fort Monroe en Virginie, mort le 26 juillet 1993 à Fox Chapel, près de Pittsburgh, est un général américain qui s'est notamment illustré au cours de la Seconde Guerre mondiale et de la guerre de Corée.

## Biographie

### Formation
Diplômé de West Point en 1917, il sert ensuite à divers postes dans l'Armée de terre américaine.

### De 1940 à 1952
Pendant la Seconde Guerre mondiale, il commande la 82e division aéroportée en Sicile et en Italie (1943) et pendant le débarquement de Normandie (1944).
Durant la guerre de Corée, en tant que chef de la 8e armée, il lance une contre-offensive qui aboutit à la reprise de Séoul le 14 mars 1951, puis permet de repousser les Nord-Coréens et l'Armée chinoise à nouveau au nord du 38e parallèle début avril. À partir du 11 avril 1951, il remplace le général MacArthur comme commandant en chef des forces des Nations unies.

### Accusations
C'est à cette époque que Ridgway est accusé faussement par les communistes d'avoir utilisé des armes bactériologiques contre les troupes nord-coréennes et chinoises. Aussi, le 28 mai 1952, la venue de Ridgway à Paris provoque une manifestation violente de protestations, organisée par le PCF. 
Le 2 mai 1953, le Kremlin chargea l’ambassadeur soviétique à Pékin, V. V. Kouznetsov, de transmettre le message suivant à Mao Zedong :  « Le gouvernement soviétique et le Comité central du PCUS furent induits en erreur. La diffusion par la presse d’informations concernant l’utilisation par les Américains d’armes bactériologiques en Corée était basée sur des informations fallacieuses. Les accusations contre les Américains étaient fausses. »

### Commandements suprêmes
Il succède ensuite à Eisenhower, du 30 mai 1952 au 1er juillet 1953, comme commandant suprême des Forces alliées de l'OTAN (au SHAPE) et devient le premier commandant du United States European Command. 
Entre le 15 août 1953 et le 29 juin 1955, il est chef d'état-major de l'United States Army. Puis, il prend sa retraite de militaire.

### Retour à la vie civile
Après sa carrière militaire, il devient conseiller au Mellon Institute of Industrial Research (en)  entre 1955 et 1960.
Selon Roger Peyrefitte, c'était un grand polyglotte et un admirateur de Proust : il possédait ses œuvres complètes en français, mais aussi en allemand, anglais et italien, et consacrait ses loisirs à comparer le texte français avec les diverses traductions.

## Décorations
- Grand-croix de l'ordre du Ouissam alaouite[4].
- Grand-croix de la Légion d'honneur Il est élevé à la dignité de grand-croix le 29 juin 1953[5]